# Pierre-Charles-Louis Merklen
Pour les articles homonymes, voir Merklen.
Pierre-Charles-Louis Merklen, né le 20 septembre 1896 et mort le 20 janvier 1964, est un médecin français, professeur et doyen de la faculté de médecine de Nancy, directeur et fondateur des instituts régionaux d'éducation physique et d'ergothérapie de cette ville. Il est également vice-président de la Fédération internationale de médecine sportive (1946) et de la Fédération internationale du thermalisme et du climatisme (1954), deux domaines dont il reste une personnalité marquante.

## Biographie
Pierre-Charles-Louis Merklen nait à Toul le 20 septembre 1896. Son père est notaire et sa mère issue d'une lignée de médecins et de chirurgiens. Après de brillantes études secondaires au collège de Toul il opte pour la carrière médicale à l'Université de Nancy. Il n'a pas encore 18 ans lorsqu'il est reçu au P.C.N. en juillet 1914 juste avant la déclaration de guerre. Engagé volontaire la même année pour la durée des combats, il est affecté dans une unité combattante. À la suite d'une maladie contractée en service qui lui vaut sa première décoration, il est reversé en 1915 comme sergent dans un poste de secours avancé jusqu'en avril 1919. Il reprend alors ses études, soutient sa thèse en 1926 et fait carrière à l'université. Rappelé sous les drapeaux en qualité de médecin-capitaine du service de santé de l'Armée de l'air en 1939, Louis Merklen regagne Nancy au bout de onze mois pour y reprendre son enseignement avec le grade de médecin-colonel. En 1942 il y est rejoint quelque temps par Paul-André Chailley-Bert. Il décède le 20 janvier 1964 alors qu'il exerce encore de nombreuses responsabilités.

## Recherche et enseignement
Durant 43 ans, sans interruption, Pierre-Charles-Louis Merklen se consacre à la physiologie puis l'hydrologie. Ayant obtenu un poste de préparateur de physiologie le 1er janvier 1921, il se consacre au laboratoire orientant d’abord ses recherches vers les effets de l’exercice du sport sur la régulation vasculaire. Il soutient en 1926 une thèse consacrée à l'étude du rythme cardiaque au cours de l'activité musculaire qui lui vaut le premier prix de thèse de la faculté de médecine de Nancy, le prix Montyon de physiologie, le prix Marc Sée et le prix de l'académie de médecine. Le 1er octobre 1929, une chaire d'hydrologie et de climatologie est créée à la faculté de médecine de Nancy et attribuée au professeur Daniel Santenoise alors que Louis Merklen est nommé premier assistant. Reçu agrégé de physiologie à Nancy le 1er janvier 1934 il succède à Daniel Santenoise après son détachement à l'institut Pasteur en 1938.

## Publications
Sources :
- Pierre-Charles-Louis Merklen et Henri Hermann, A propos des suppléances respiratoires fonctionnelles ; effets de la suppression fonctionnelle d'un poumon chez les chéloniens, 1921 ;
- Pierre-Charles-Louis Merklen, Le rythme du cœur au cours de l'activité musculaire et notamment des exercices sportifs : recherches critiques et expérimentales sur le mécanisme et les modalités de ses variations, Nancy, Impr. Camille André, 1926 ;
- Pierre-Charles-Louis Merklen, Le Rythme du cœur au cours de l'activité musculaire, Paris, Legrand, 1927 ;
- Pierre-Charles-Louis Merklen, Rythme cardiaque et sport, 1928 ;
- Pierre-Charles-Louis Merklen, A propos du dosage de la cure d'exercice, Paris, Doin, 1929 ;
- Pierre-Charles-Louis Merklen, Titres et travaux scientifiques, Paris, Expansion scientifique française, 1929 ;
- Pierre-Charles-Louis Merklen, La pratique actuelle du sport, conférence à l'amicale des infirmières de l'Union des femmes de France, Nancy, Impr. Camille André, 1931 ;
- Pierre-Charles-Louis Merklen, Titres et travaux scientifiques du Dr Louis Merklen, Nancy, Impr. Camille André, 1933 ;
- Pierre-Charles-Louis Merklen, Roger Fabre, Paul Chailley-Bert, Conseils pratiques aux médecins fédéraux pour le contrôle médico-physiologique des joueurs, Paris, Jean-Baptiste Baillière, 1938 ;
- Pierre-Charles-Louis Merklen, Roger Fabre, Paul Chailley-Bert, Education physique et contrôle médical, Paris, Jean-Baptiste Baillière, 1943 ;
- Pierre-Charles-Louis Merklen, Roger Fabre, Paul Chailley-Bert, Biologie de l'éducation physique et contrôle médical, Paris, Jean-Baptiste Baillière, 1948, 1961.

## Responsabilités institutionnelles
Pierre-Charles-Louis Merklen crée à Nancy, le 8 mars 1929, un institut régional d'éducation physique (IREP) dont il est nommé directeur, fonction qu'il occupe jusqu'à sa mort. Élu doyen de la faculté de médecine le 18 mars 1946, il initie les premiers travaux d'agrandissement qui sont poursuivis par son successeur. Pris par d'autres obligations, il quitte ses fonctions le 31 octobre 1949, date à laquelle l'université l'élève à l'honorariat. Il est alors membre du Comité consultatif des universités, du Conseil de l'enseignement supérieur, de la section permanente et du Conseil supérieur. 
Président de la Fédération thermale et climatique des Vosges et de l'est de la France dès 1938, il est désigné comme président de la sous-commission du thermalisme social au ministère du travail en 1949. En 1946 il est élu vice-président de la Fédération internationale de médecine sportive et président de la Fédération thermale et climatique française en 1954, poste qu'il occupe jusqu'à son décès, accédant au poste de vice-président de la Fédération internationale du thermalisme et du climatisme. 
L'année suivante il accède à la présidence de l’Institut de formation en ergothérapie de Nancy dont les statuts adoptés en décembre 1954 sont publiés au Journal Officiel du 1er mars 1955 sous l’intitulé École de massokinésithérapie de Nancy. Louis Merklen s'investit également dans la vie du sport universitaire local.

## Notoriété et distinctions
Le professeur Louis Merklen, dont les travaux scientifiques ont été primés à plusieurs reprises, est médecin-colonel de l’armée de l’air et : 
- Officier de l'Ordre de la Légion d'honneur ;
- Commandeur de l'Ordre de la Santé publique, distinction remise personnellement par le Ministre ;
- Grand Officier de l'Ordre de la Couronne de chêne du Luxembourg ;
- Officier de l'Ordre de la Couronne de Belgique.

.

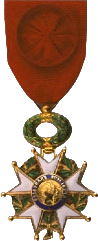
Croix d'officier de la Légion d'Honneur
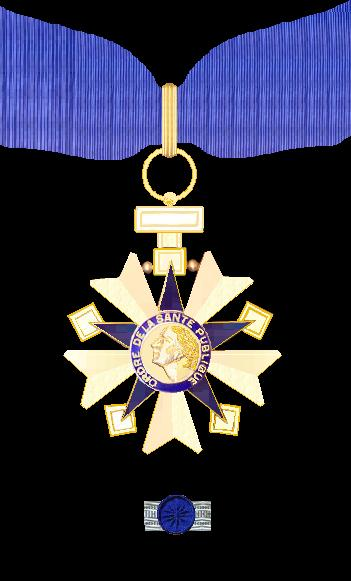
Insigne de Commandeur de la Santé Publique
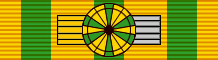
Insigne de grand officier de la Couronne de chêne
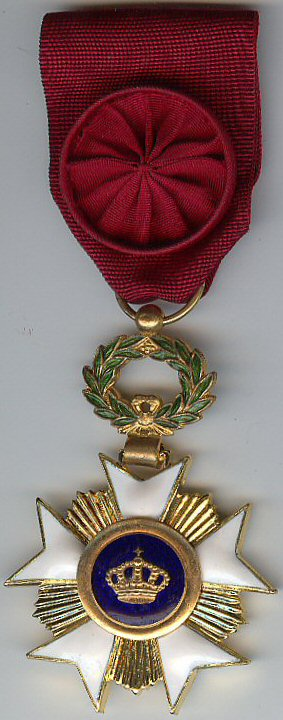
Croix d'officier de la Couronne de Belgique

Il occupe quelques années un poste d'adjoint à l'Hôtel de ville de Nancy. En 1965 un Hommage à la mémoire du doyen honoraire Louis Merklen de 37 pages est publié aux imprimeries du Barrois.